# Plexo solar

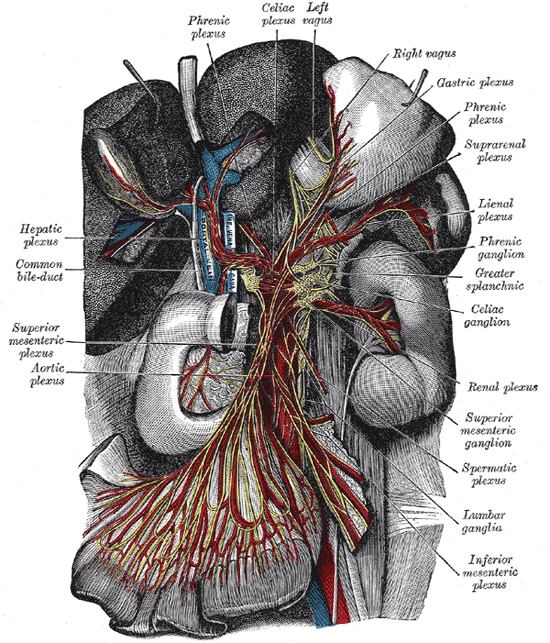
Plexo celíaco e redes nervosas relacionadas.

O plexo solar, também conhecido como plexo celíaco, é uma complexa rede de neurônios que no corpo humano está localizada atrás do estômago e embaixo do diafragma perto do tronco celíaco na cavidade abdominal a nível da primeira vértebra lombar (L1). É formado por nervos esplânicos maiores e menores de ambos os lados e parte do nervo pneumogástrico (10o par craneal).

## Plexos associados
O plexo celíaco pode ser sub-dividido em uma série de plexos menores:
- Plexo hepático
- Plexo esplênico (baço)
- Plexo gástrico
- Plexo pâncreas
- Plexo suprarrenal

## Plexos derivados
Outros plexos que são derivadas a partir do plexo celíaco:
- Plexo renal
- Plexo testicular / plexo ovárico
- Plexo mesentérico superior
- Plexo mesentérico inferior

## Religião
O plexo solar também é considerado pelo Hinduísmo e Budismo como um ponto de energia chamado Manipura Chakra.